# 間苯二甲腈
間苯二甲腈是具有示性式m-C6H4(CN)2的有机化合物。其存在另外两种位置异构体，鄰苯二甲腈和對苯二甲腈。此三种異構物在商業合成路徑均是通过相应二甲苯位置异构体的氨氧化而合成。间苯二甲腈是无色或白色固体，在水中的溶解度低。 间苯二甲腈氢化可制得間苯二甲胺，间苯二甲胺是环氧树脂中的固化剂，也是某些氨基甲酸酯的组分。